# Ференц Жилмо
Ференц Жилмо (мађ. Gillemot Ferenc, (Jesza Poszony, Emmerich Pozsonyi); Будимпешта, 11. септембар 1875 — Петрошани, 9. новембар 1916је био мађарски спортиста, Фудбалер и фудбалски тренер, посебно је познат по томе што је био први тренер мађарске фудбалске репрезентације. Био је и бициклистички шампион у годинама у периоду 1890 — 1900.

## Биографија
Жилмо је рођен у Будимпешти у породици француског порекла, Ференц Жилмо, бивши фудбалски дефанзивац играо је у клубовима ФК 33, БТК и МАФК, такође је био национални шампион у бициклизму и двоструки победник руте Будимпешта — Шиофок.
Ференц Гиллемот је први тренер Мађарске репрезентације. На овој позицији је био од 1902. до 1904. године, Жилмо је водио селекцију пет мечева. Предводио је Мађарску до три победе и доживео је два пораза, у пет мечева против Аустрије и против Бохемије и Моравске.
Након овог искуства као тренер, Ференц Жилмо се преквалификовао и постао судија, спортски новинар, па чак и универзитетски професор. Погинуо је у борби током Првог светског рата 1916. године.

## Белешка
1. ↑  Подаци показују да је у овом периоду играо за БТК и ФК 33 али није разграничено са годинама када је где играо